# Francesco Maffei
Francesco Maffei, né à Vicence, v. 1605 et mort à Padoue le 2 juin 1660, est un peintre italien de la fin de la période  baroque de l'école vénitienne, actif en Vénétie au début du XVIIe siècle.

## Biographie
Francesco Maffei commence sa formation dans les années 1620 - 1630, à Vicence dans l'école de Alessandro Maganza. Il la complète à Venise de 1638 à 1640, auprès de Sante Peranda, en peignant dans l'église San Nicola da Tolentino, et dans les ateliers de Jacopo Bassano, Tintoret et Paolo Veronese.
Privilégiant les thèmes religieux, il a aussi peint des scènes mythologiques, ainsi que des portraits allégoriques de fonctionnaires locaux.
La partie la plus importante de son activité se situe à Vicence où il apparaît comme un des plus importants peintres de son époque, comme on le voit dans les œuvres conservées à l'Oratoire San Nicola da Tolentino. Mais à partir de 1640 et jusqu'à sa mort en 1660, il exerce dans diverses localités de Vénétie, telles que Rovigo, ainsi qu'à Brescia et à Milan.
Il s'établit à Padoue en 1657, où il peint dans la basilique Saint-Antoine de Padoue.

## Œuvres
Venise
- L'Ange gardien, Église Santi Apostoli
- Persée tranche la tête de Méduse (v. 1660), huile sur toile, 130 × 160 cm, Gallerie dell'Accademia de Venise[4]
- Scène mythologique Gallerie dell'Accademia de Venise [5]
- Prométhée avec le miroir et l'aigle Ca' Rezzonico [6]
- Persée libère Andromède Ca' Rezzonico [7]
- Martyr des franciscains à Nagasaki, Huile sur toile, Ca' Rezzonico, Pinacoteca Egidio Martini
- Le songe de Jacob, Huile sur toile, Ca' Rezzonico, Pinacoteca Egidio Martini
- Adoration des bergers, huile sur toile, Ca' Rezzonico, Pinacoteca Egidio Martini

Vicence
- Saint Nicolas et l'Ange (1626), retable, première œuvre certaine, Oratoire San Nicola da Tolentino,
- Miracle et Mort de saint Gaétan (1629), toiles peintes à l'occasion de la béatification de Santo Vicentino, église Santo Stefano,
- La Trinité, Oratoire San Nicola da Tolentino,
- Glorification du maire Gaspare Zane (1644), Musée civique, Palais Chiericati,

Rovigo
- Glorification du maire Bertucci Civran (1646), La Rotonda
- Présentation de la Vierge au Temple, La Rotonda,

Verolanuova
- La Dernière Cène, Basilica di San Lorenzo, Verolanuova,
- L'Ange gardien (1650), Basilica San Lorenzo

Autres
- Vierge à l'Enfant avec les saints Charles Borromée, Bernardin de Sienne et Antoine de Padoue, Sarzana
- La Visitation (v.1640), église Santa Maria Elisabetta, Arzignano,
- Le Martyre des trois saints, Städtliche Kunstsammlungen, Augsbourg, Allemagne
- Les Quatre cavaliers de l'Apocalypse, Pinacothèque communale, Rimini
- Enea nell'Ade, Accademia dei Lincei, Rome
- Adoration des mages, église San Tommaso Becket, Padoue
- Les saints Philippe Neri et Ignace de Loyola, Cathédrale, Castelfranco Veneto,
- Caïn et Abel, Musée Strada Nuova, Palazzo Rosso, Gênes

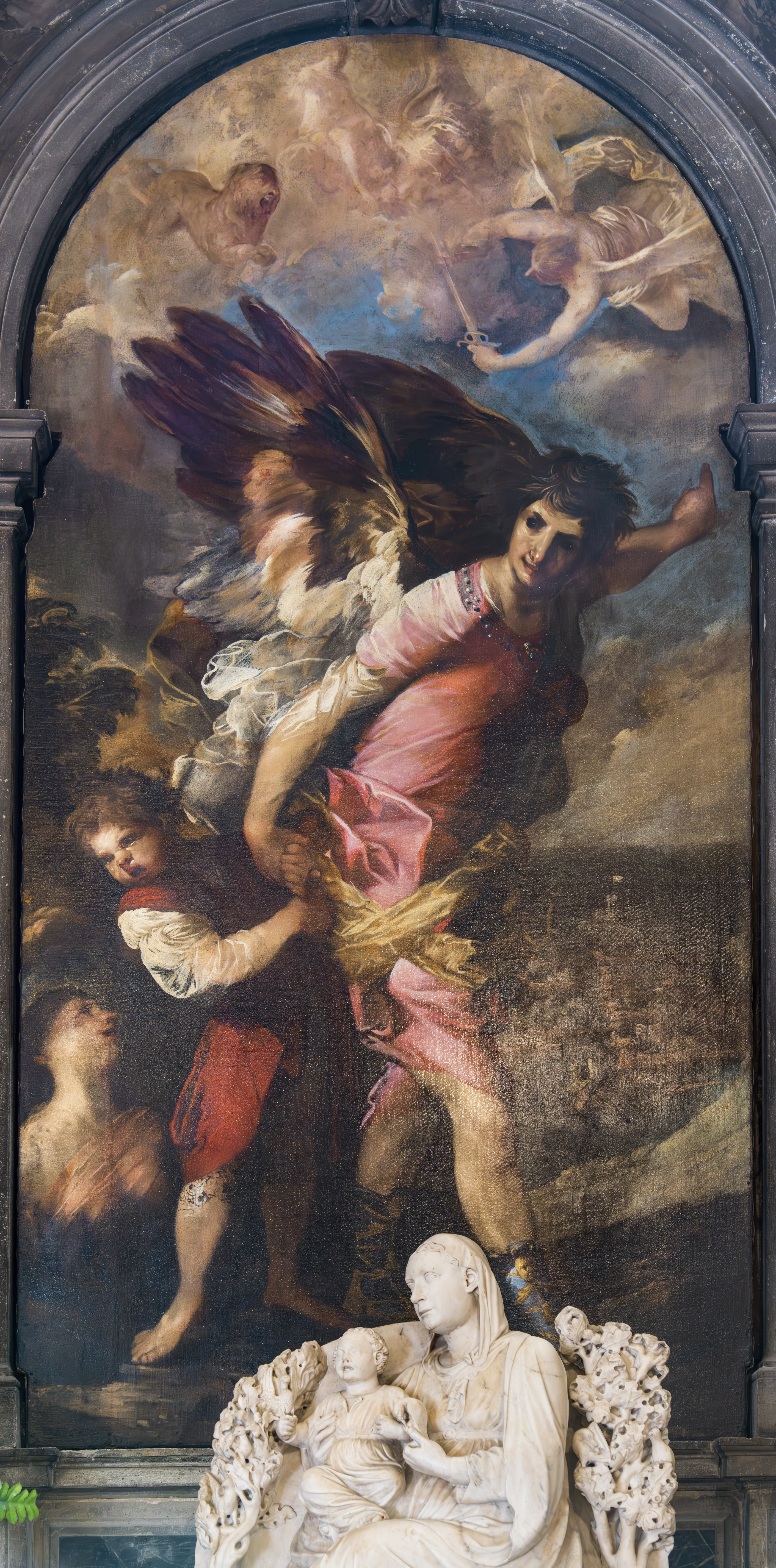
L'Ange gardien Église Santi Apostoli
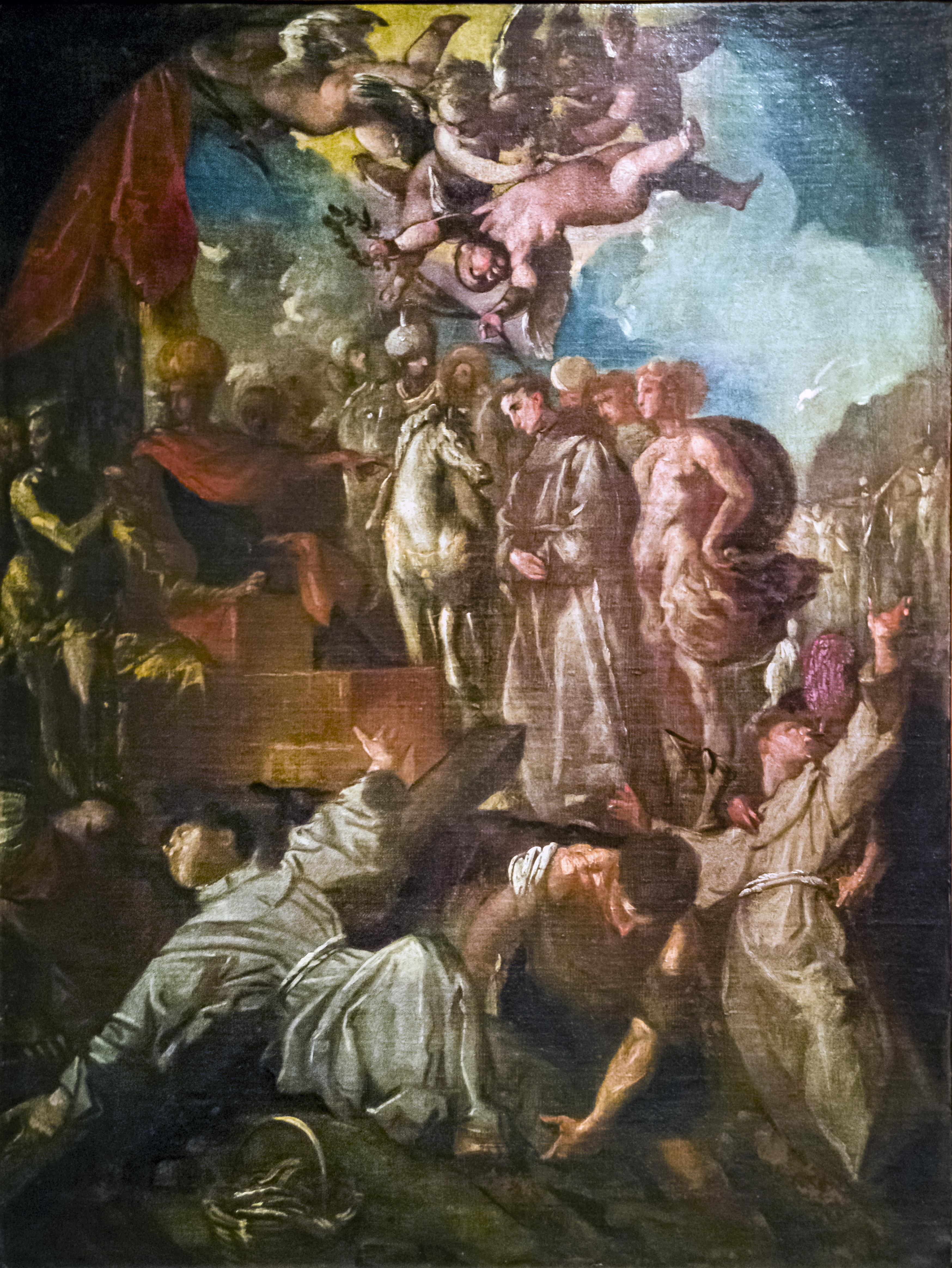
Martyr des franciscains à Nagasaki, Ca' Rezzonico, Pinacoteca Egidio Martini
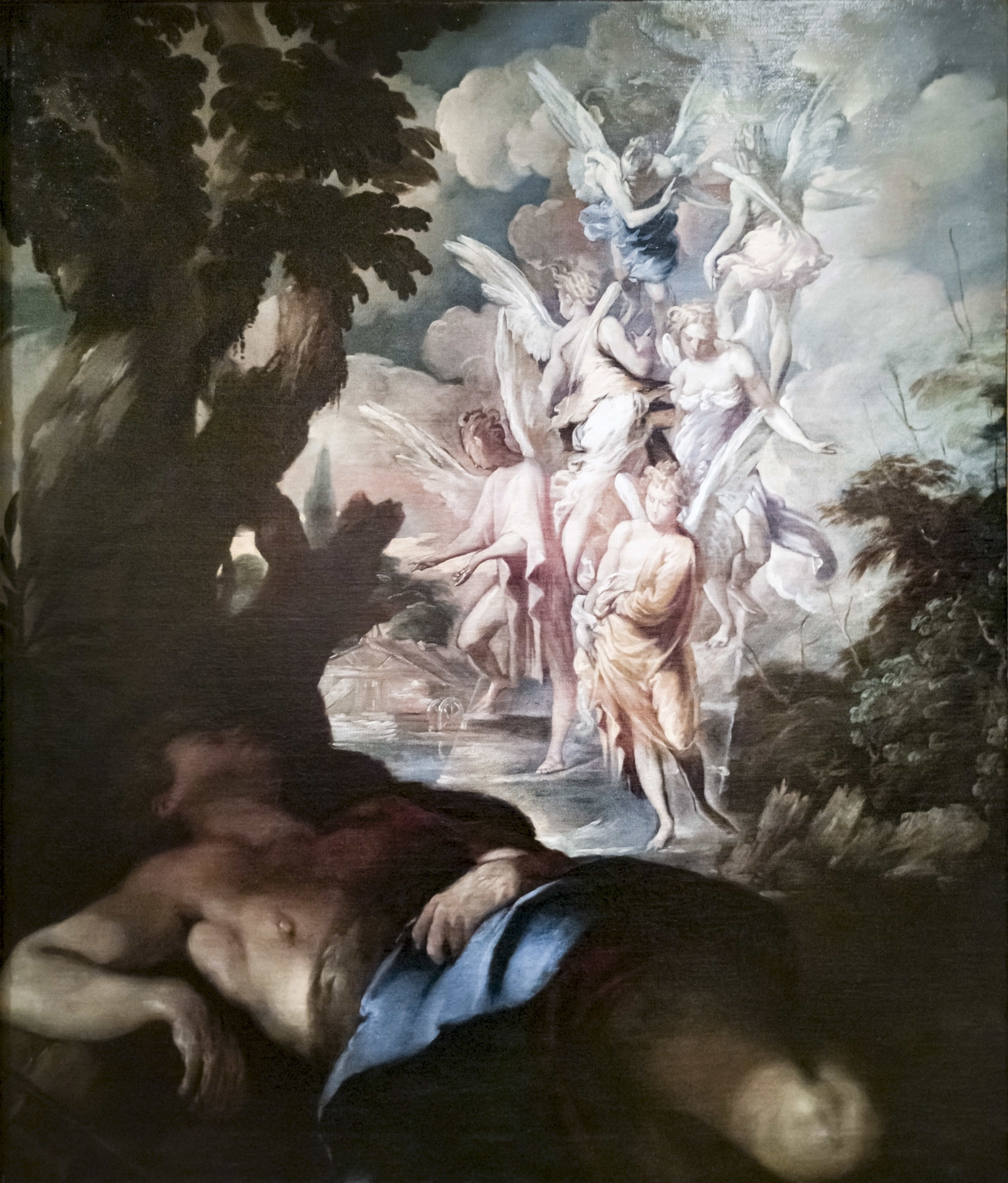
Le songe de Jacob, Ca' Rezzonico, Pinacoteca Egidio Martini
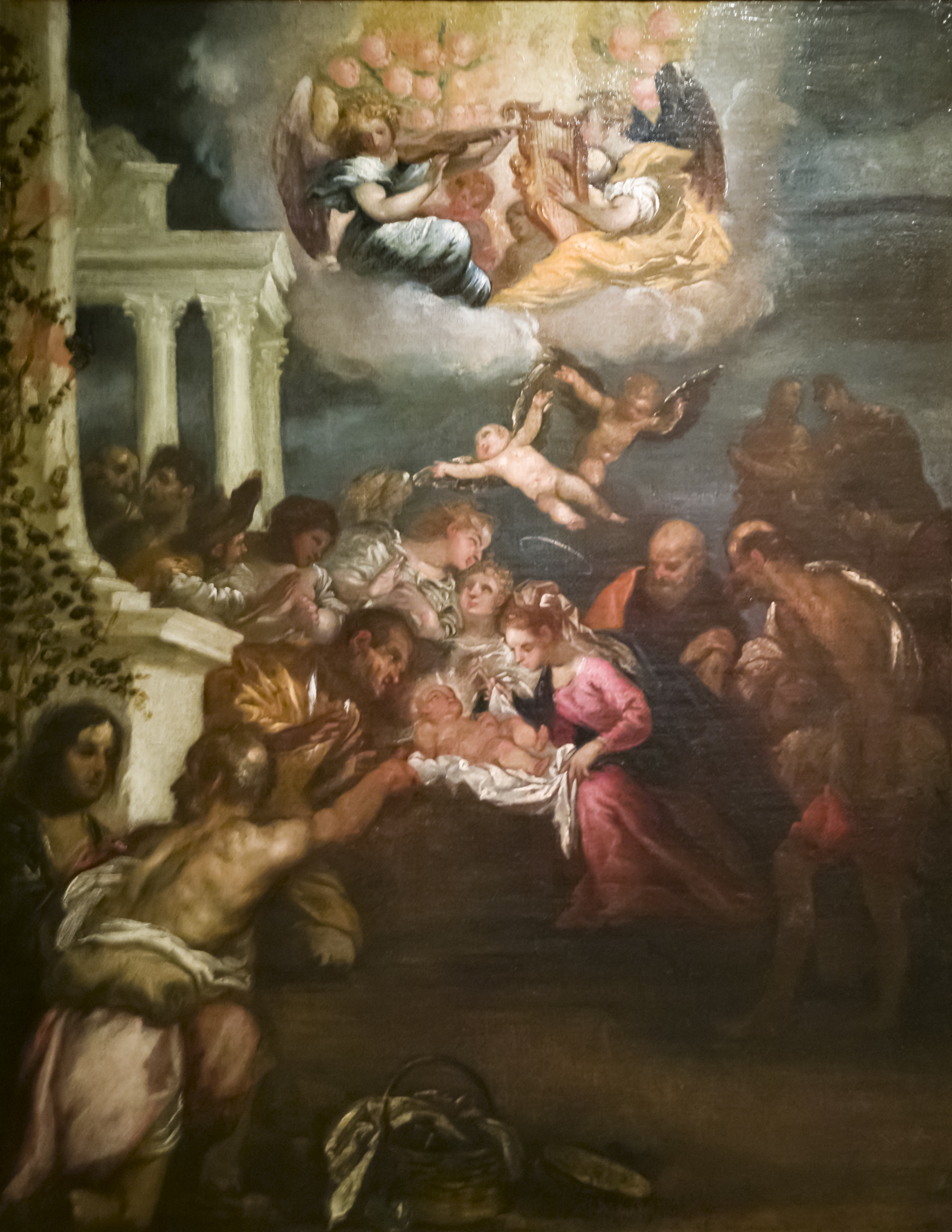
Adoration des bergers, Ca' Rezzonico, Pinacoteca Egidio Martini
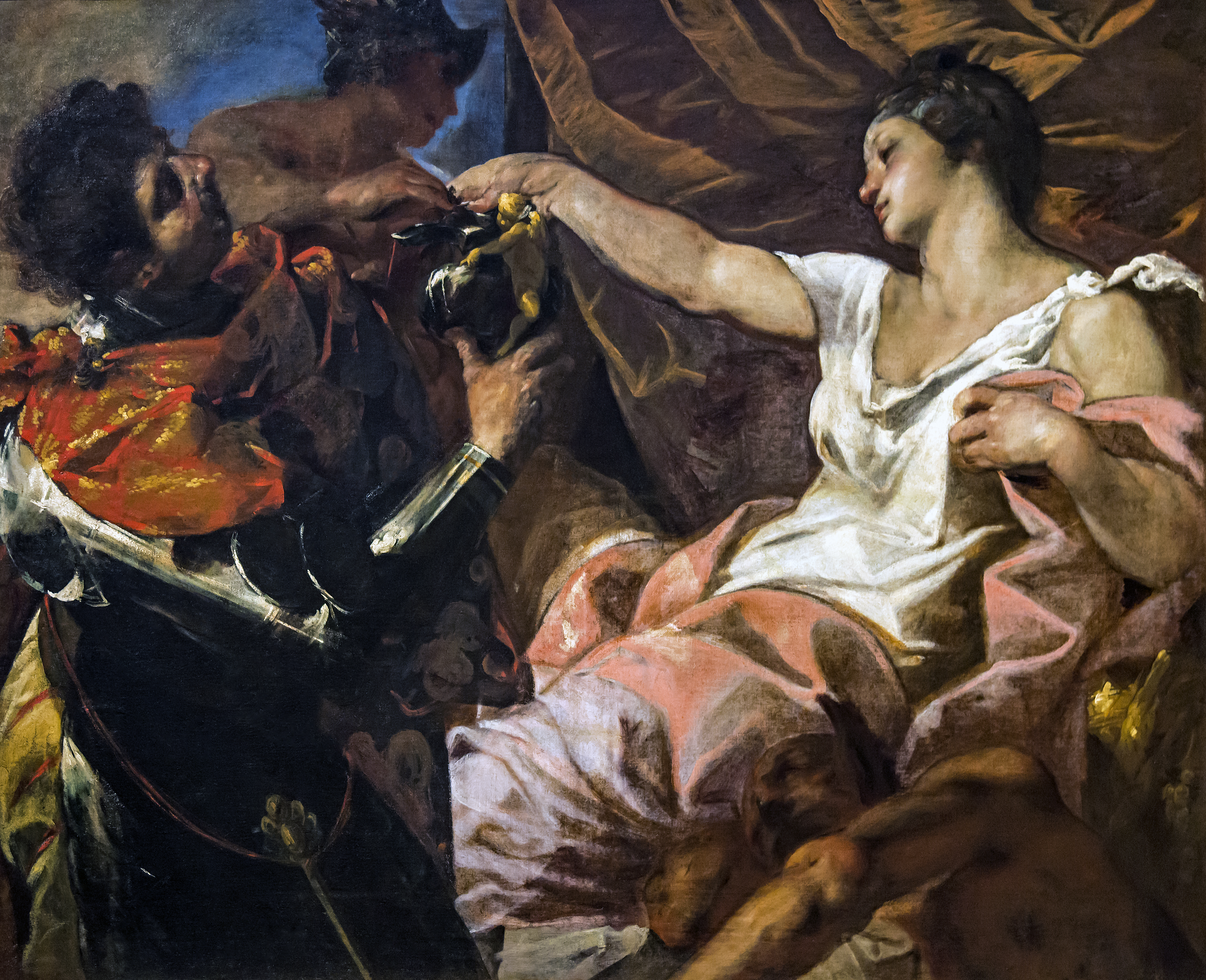
Scène mythologique - Gallerie dell'Accademia de Venise
Persée et Méduse - Gallerie dell'Accademia de Venise
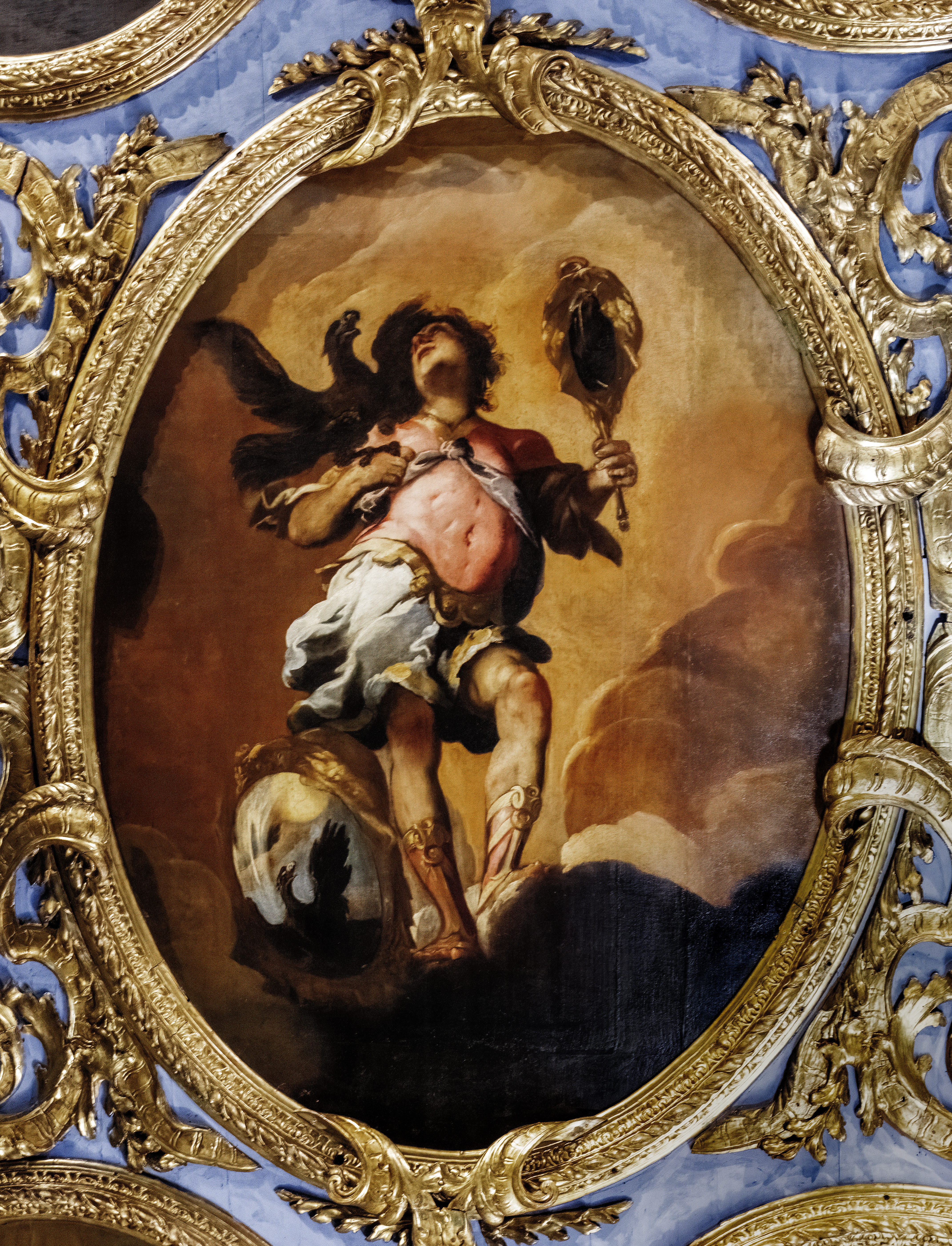
Prométhée avec le miroir et l'aigle Ca' Rezzonico
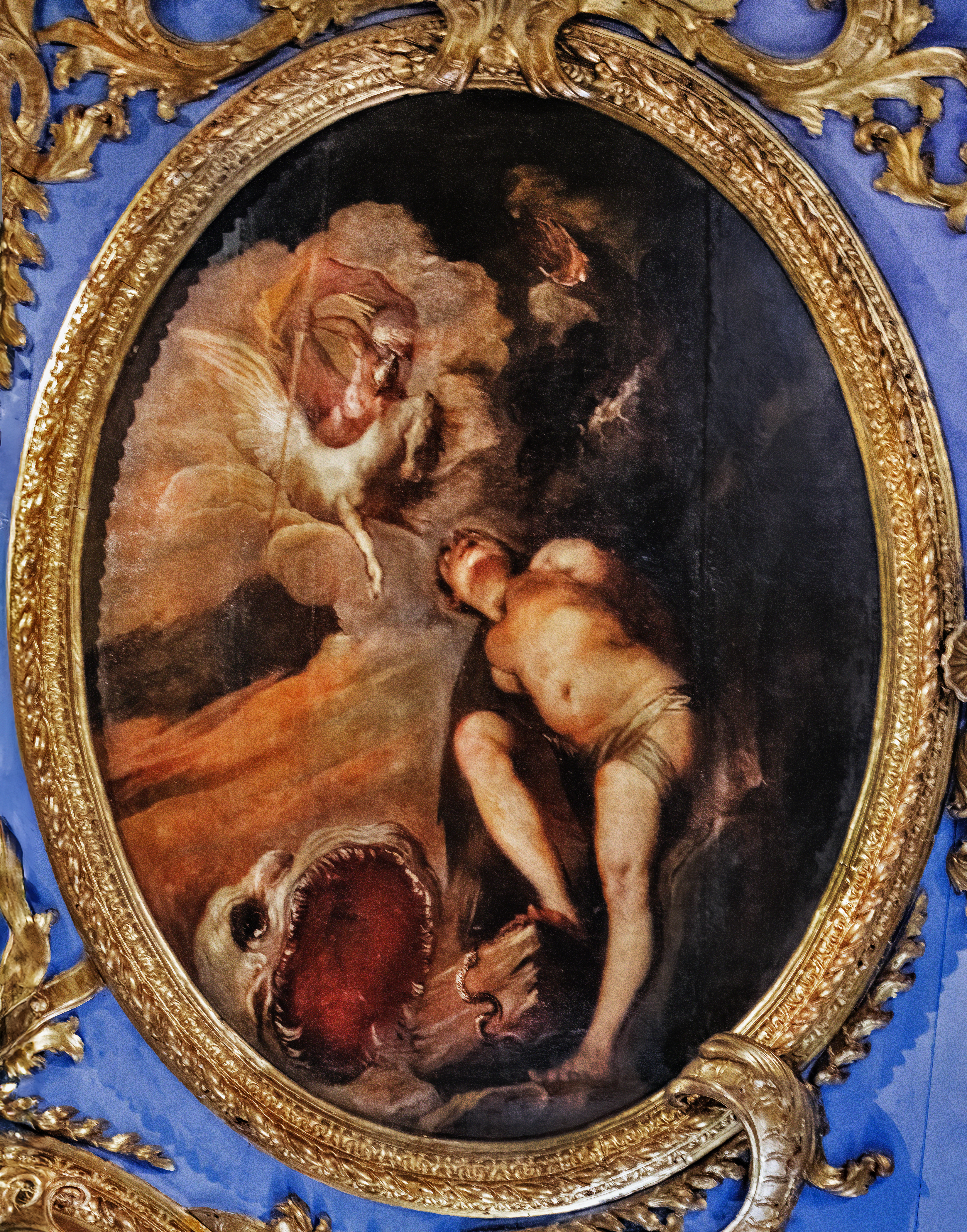
Persée libère Andromède Ca' Rezzonico
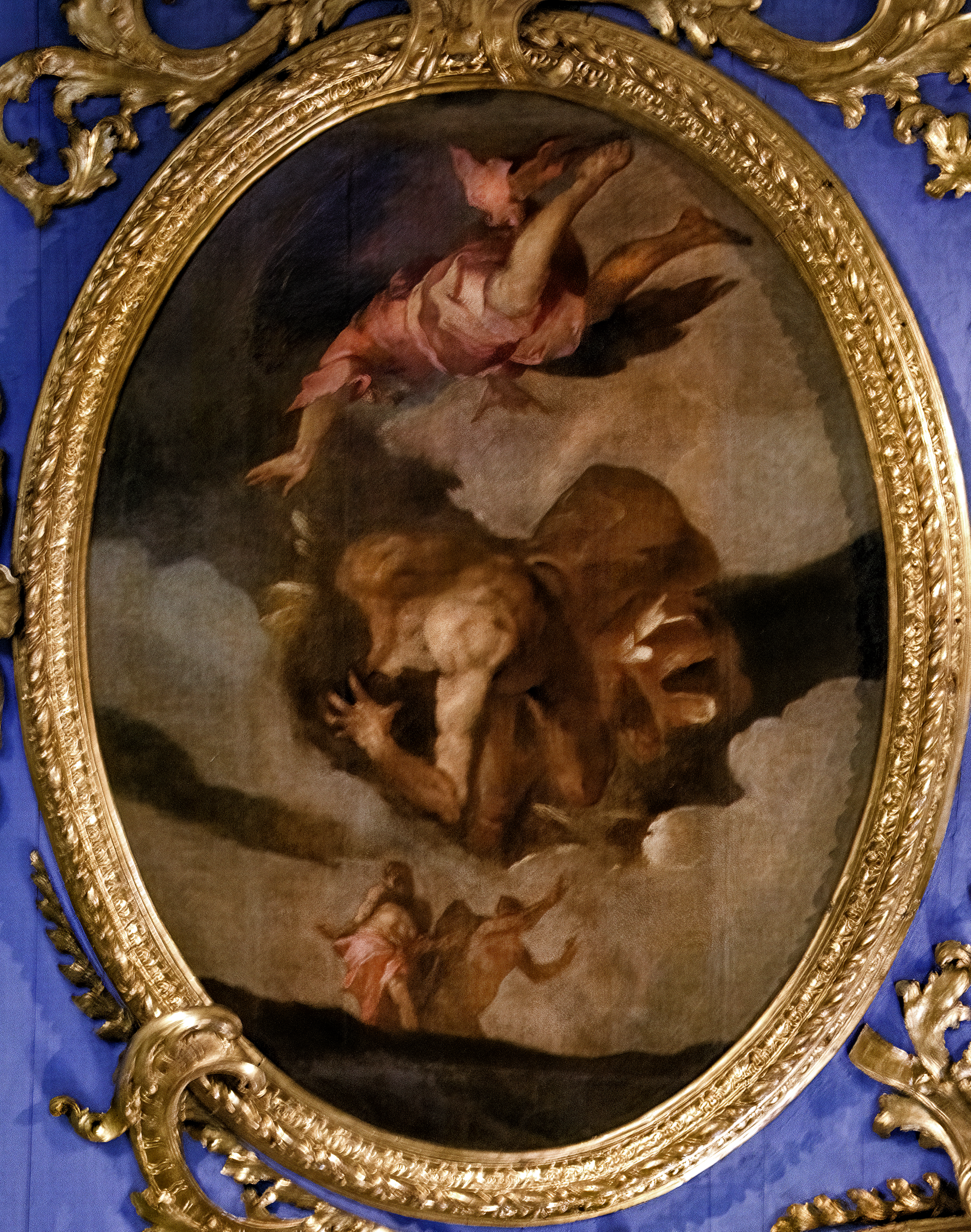
Dédale et Icare Ca' Rezzonico
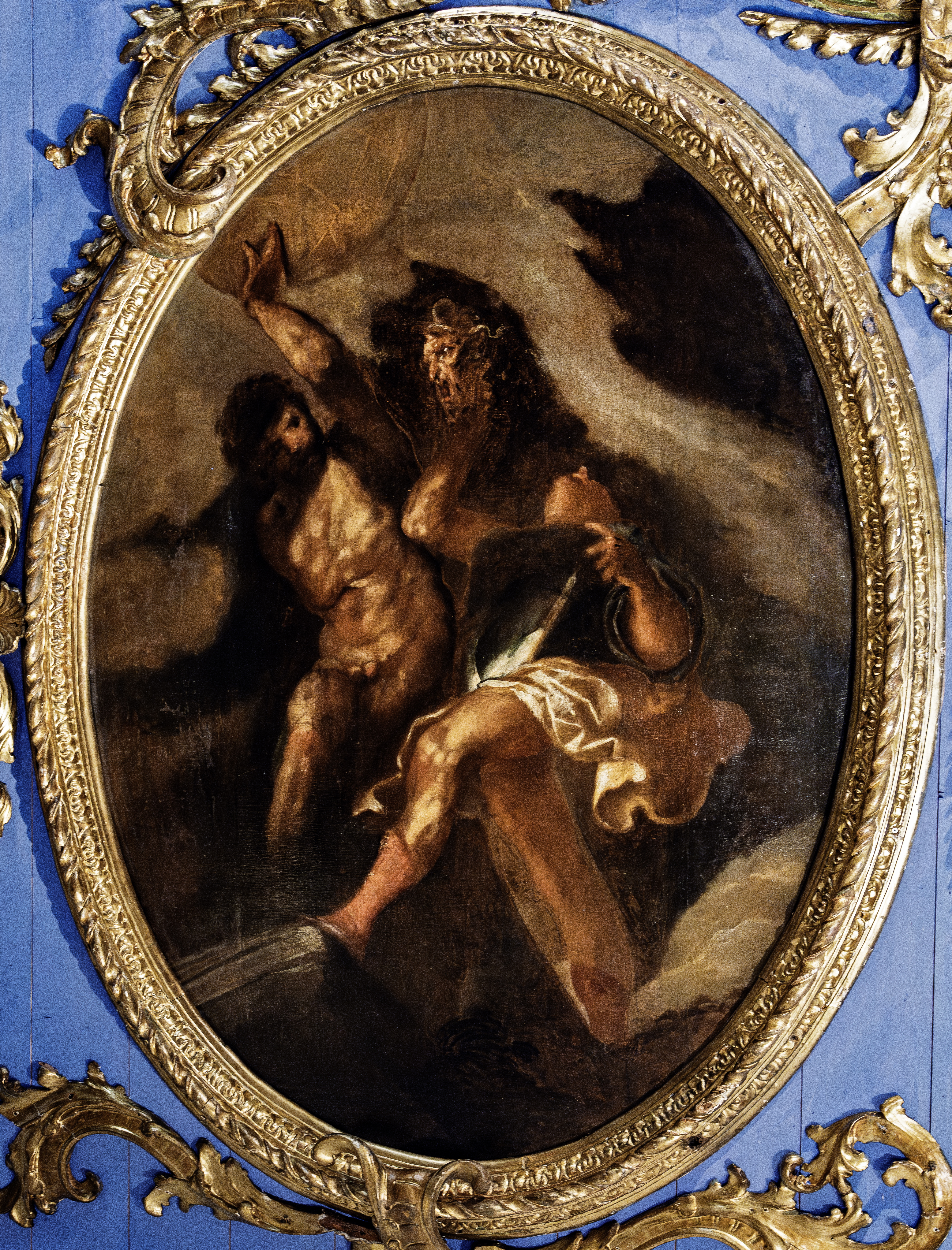
Persée et Méduse Ca' Rezzonico
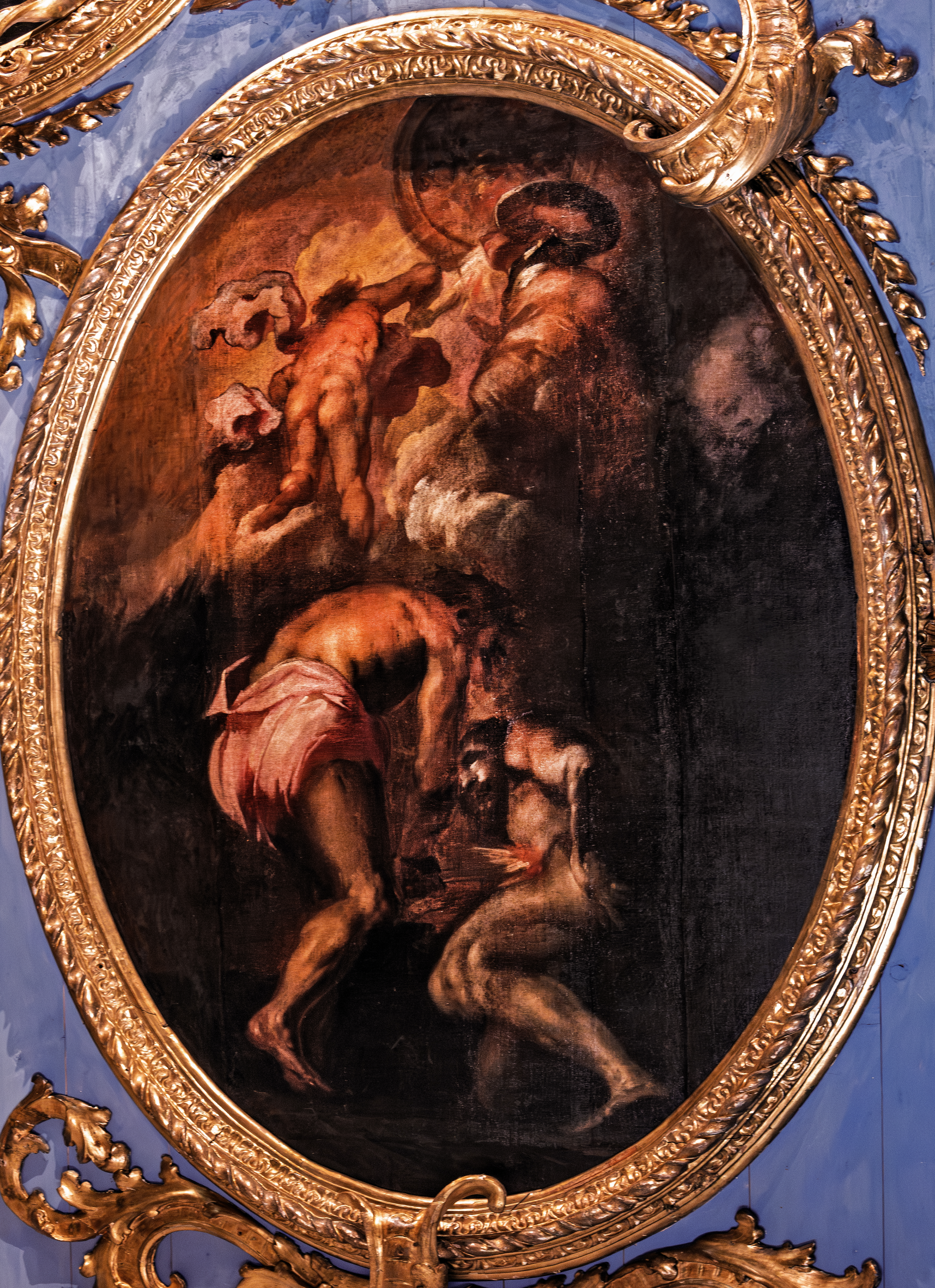
Prométhée libéré Ca' Rezzonico